# Sint-Quintinuskerk (Mainz)
De Sint-Quintinuskerk (Duits: St. Quintin) is de parochiekerk van de oudste gedocumenteerde parochie van de Duitse stad Mainz. De Sint-Quintinuskerk is altijd een parochiekerk geweest en vormt samen met de Sint-Martinusdom één parochie.

## Geschiedenis
De oorsprong van de parochie gaat vermoedelijk terug op de tijd van de Merovingen. Dit verklaart ook het patrocinium van de heilige Quintinus, een heilige die later bijna in de vergetelheid raakte. De kerk werd voor het eerst in documenten van het jaar 774 vermeld. Later bevond zich bij de kerk het eerste parochiekerkhof van de binnenstad. Zeker is dat de kerk reeds in de 8e eeuw bestond; in deze periode heerste een omvangrijke bouwwoede van kerken in Mainz.
In de Tweede Wereldoorlog raakte de kerk ernstig beschadigd bij de luchtaanvallen van 1942 op de stad. De muren bleven behouden, maar het waardevolle armrelikwie van de heilige Quintinus en andere kostbare voorwerpen verbrandden. De kerk werd na de verwoesting onmiddellijk gereconstrueerd. Reeds in 1948 werd het gebouw weer in gebruik genomen. Tijdens de Franse bezetting van Mainz werd de kerk gebruikt door het Franse leger. Met dank aan de bisschop van Soissons, mgr. Pierre Auguste Marie Joseph Douillard, kreeg de kerk op 4 november 1950 weer een relikwie van de heilige Quintinus.
Eind jaren 60 werd de herstelwerkzaamheden voortgezet aan het exterieur van de kerk en de klokkentoren, die nog lange tijd voorzien bleef van een nooddak. Pas in 1995 kreeg de kerk haar oorspronkelijke torenbekroning terug.

## Inrichting
De oorspronkelijke inrichting van de kerk ging tijdens de bombardementen op de stad goeddeels verloren. Enkele stenen reliëfs van de uit rond 1500 daterende kruisweg en een doopvont uit 1713 heeft men weten te redden. Door de snelle herbouw van de kerk na de oorlog bevinden zich in de Sint-Quintinuskerk tegenwoordig nog veel voorwerpen uit andere kerken in de stad, zoals een groot schilderij van de Hemelvaart van Maria aan de wand van de noordelijk zijschip, dat afkomstig is uit een niet meer bestaand klooster. Noemenswaardig is ook de barokke kansel uit de, tegen het einde van de oorlog, bijna volledig vernietigde Emmeramuskerk. Uit de vernietigde Christoffelkerk is een piëta afkomstig. De barokke zijaltaren komen uit de parochiekerk van Mainz-Bretzenheim.

## Klokken
De kerk bezit vier klokken. De belangrijkste klok van het geluid is het zogenaamde Lumpenglöckchen dat in 1250 werd gegoten. Sinds de restauratie van het klokje in 1997 luidt het dagelijks het angelus. Tijdens beide wereldoorlogen werden de klokken van de Sint-Quintinuskerk gespaard.
| Nr. | Naam            | Gietjaar  | Gieter                           | Gewicht (kg) | Slagtoon |
| --- | --------------- | --------- | -------------------------------- | ------------ | -------- |
| 1   |                 | 1920      | Bochumer Verein, Bochum          | ≈1350        | d1       |
| 2   |                 | 1923      | Bochumer Verein, Bochum          | ≈1080        | e1       |
| 3   | Quintinus       | 1908      | Petit & Gebr. Edelbrock, Gescher | 463          | a1       |
| 4   | Lumpenglöckchen | rond 1250 | onbekend                         | 115          | c3/cis3  |